# 占賈導彈襲擊
占賈導彈襲擊是2020年10月納戈爾諾-卡拉巴赫戰爭期間，亞美尼亞與阿爾察赫方前後四次針對亞塞拜然占賈的導彈襲擊事件。

## 經過
2020年9月27日2020年納戈爾諾-卡拉巴赫戰爭於亞美尼亞與亞塞拜然爭議的納戈爾諾-卡拉巴赫爆發，同日亞塞拜然方對阿爾察赫首府斯捷潘納克特進行轟炸。約一週後（10月4日）亞美尼亞方對亞塞拜然第二大城、距納戈爾諾-卡拉巴赫接觸線約97公里的占賈發動導彈襲擊，造成1人死亡與超過30人受傷，阿爾察赫共和國總統阿拉伊克·阿魯秋尼揚警告亞塞拜然居民與軍隊離開占賈，隔日其發言人表示「再過幾天占賈將被轟炸到連考古學家都找不到。」阿爾察赫方指襲擊目標為占賈國際機場等被用於轟炸斯捷潘納克特平民的軍事設施，而非當地平民，亞塞拜然方回應占賈市內沒有軍事目標；第二次襲擊發生於10月8日，沒有紀錄人員傷亡，但有建築物與學校受到毀損；第三次襲擊發生於10月11日（雙方簽訂停火協議的隔天），造成10人死亡與40人受傷，受害者包括婦女與兒童，另有許多民宅受損；第四次襲擊發生於10月17日，擊中市內人口密集的區域，造成至少15人死亡（包括一名13歲的俄羅斯公民）與55人受傷。同年12月國際組織人權觀察報導指空襲共造成32名平民罹難。

## 還擊
10月14日亞塞拜然方稱其為報復第三次占賈襲擊，已摧毀了阿爾察赫部署於克爾巴賈爾區的導彈系統；10月17日亞塞拜然總統伊利哈姆·阿利耶夫表示已對同日發生的第四次占賈襲擊展開還擊，佔領了菲祖利等菲祖利區的數個城鎮。

## 反應

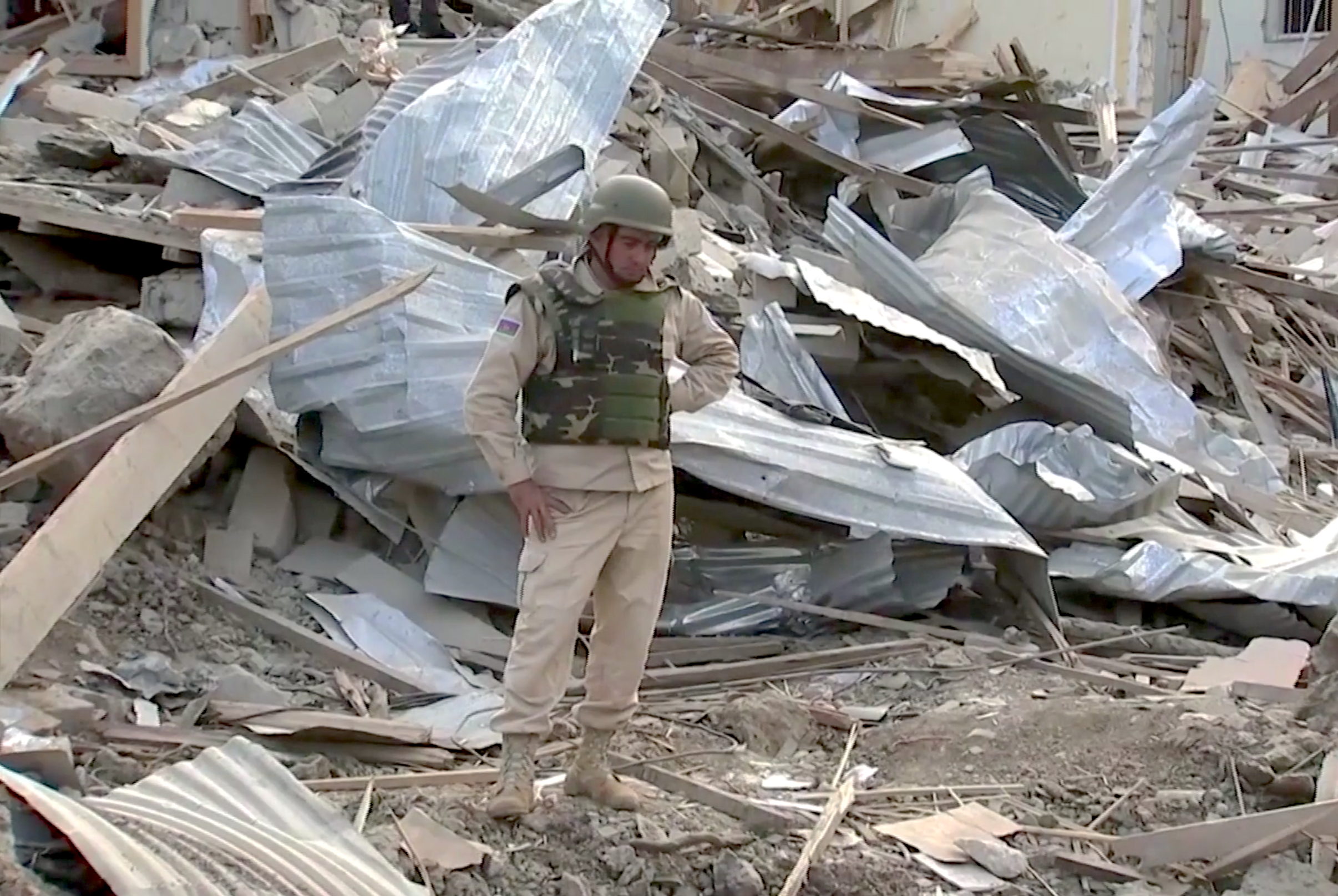
占賈轟炸廢墟中的一名亞塞拜然地雷行動小組成員

亞塞拜然方強烈譴責襲擊，稱第三次襲擊為繼霍賈利大屠殺後再度發生針對亞塞拜然人的種族滅絕行動，總統阿利耶夫指第三次與第四次襲擊構成戰爭罪，若國際社會無相應反應，亞塞拜然將對亞美尼亞展開「懲罰」，亞塞拜然人權專員萨比纳·阿利耶娃指控亞美尼亞支持恐怖主義。阿爾察赫方則列出了占賈市內軍事目標的清單，呼籲當地居民撤離占賈。
國際社會方面，土耳其譴責第三次與第四次襲擊，並指第四次襲擊構成戰爭罪。卡達、馬來西亞、瑞士、英國與日本駐亞塞拜然大使對第三次襲擊表達哀悼，歐盟對第四次襲擊表示譴責，聯合國秘書長安東尼歐·古特瑞斯也形容此舉為「無法接受」。
11月23日，土耳其籍的諾貝爾化學獎得主阿齊茲·桑賈爾為在第四次襲擊中喪失雙親的嬰兒哈蒂娅·沙赫纳扎罗娃（Khadija Shahnazarova）開設了一銀行帳戶，捐贈大筆款項以資助其未來的學業。